# Van Halen
Van Halen – amerykański zespół muzyczny, powstały w 1973 w Pasadenie w stanie Kalifornia. Posiadał czterech wokalistów: David Lee Roth nagrał z zespołem siedem albumów studyjnych i był jego członkiem od 1974 do 1985, w 1996, i ponownie od 2006; Sammy Hagar nagrał z zespołem cztery albumy studyjne i był jego członkiem od 1985 do 1996 i ponownie od 2004 do 2006; Gary Cherone był członkiem zespołu od 1996 do 1999 i nagrał tylko jeden album studyjny wraz z zespołem; Eddie Van Halen był wokalistą od 1971 do 1974, w tym czasie nie powstał żaden album studyjny. Zespół zakończył działalność w 2020, po śmierci Eddiego Van Halena.

## Historia
Już pierwszy album zespołu osiągnął ogromny sukces komercyjny oraz artystyczny. Edward Van Halen został obwołany wirtuozem gitary, a zespół bił rekordy sprzedaży biletów na swoje szalone koncerty. Zespół sprzedał ponad 80 milionów płyt, dzięki czemu zajmuje 60 miejsce na liście artystów, którzy sprzedali największą liczbę płyt. Biorąc pod uwagę same Stany Zjednoczone zespół sprzedał 56 milionów płyt, z których dwa albumy: Van Halen I oraz 1984 sprzedały się w liczbie ponad 10 milionów egzemplarzy. Tylko 7 innych zespołów może pochwalić się podobnym osiągnięciem za oceanem: The Beatles, Metallica, Led Zeppelin, Pink Floyd, AC/DC, Def Leppard oraz Guns N’ Roses.
Album Van Halen I okazał się jednym z najbardziej udanych debiutów w historii muzyki rockowej. Pod tym względem album porównywany jest do debiutanckich płyt Led Zeppelin, The Jimi Hendrix Experience, Black Sabbath, Metalliki czy Guns N’ Roses.
Po nagraniu albumu 1984 z zespołu odszedł charyzmatyczny wokalista David Lee Roth, który zdecydował się na rozpoczęcie kariery solowej. Nie był to zbyt dobry moment na rozstanie ponieważ płyta, na której pojawił się ponadczasowy Jump sprzedawała się rewelacyjnie. W roku 1985 oficjalnym następcą Rotha został Sammy Hagar znany z występów solowych oraz z zespołu Montrose. Pomimo licznych spekulacji o rychłym rozpadzie zespołu Van Halen, kwartet potwierdził swoją klasę znakomicie przyjętym albumem 5150. Sammy Hagar nagrał z zespołem również kolejne albumy: OU812, For Unlawful Carnal Knowledge oraz Balance. Po nagraniu płyty Balance oraz odbyciu trasy koncertowej Hagar odszedł z zespołu.
Po odejściu Hagara przez moment oficjalnym wokalistą Van Halen został ponownie David Lee Roth. Zespół w pierwotnym składzie pojawił się nawet na corocznych nagrodach muzycznych 1996 MTV Video Music Awards. Do powrotu Lee Rotha do zespołu jednak nie doszło a Hagara w zespole ostatecznie zastąpił Gary Cherone znany z Extreme. Nagrana z Cherone płyta Van Halen III nie odniosła zbyt okazałego sukcesu komercyjnego natomiast trasa koncertowa, podczas której zespół grał również piosenki z ery Davida Lee Rotha, okazała się umiarkowanym sukcesem. Zespół przystąpił do nagrywania kolejnego albumu jednak w trakcie sesji nagraniowej, w listopadzie 1999 roku, Gary Cherone zdecydował się opuścić Van Halen.
W 2003 roku po raz kolejny wokalistą Van Halen został Sammy Hagar. Zespół zdążył jedynie zagrać wspólną trasę koncertową po czym Hagar w roku 2005 po raz kolejny odszedł z zespołu.
W roku 2006 doszło do spodziewanego już 10 lat wcześniej powrotu Davida Lee Rotha. Razem z Lee Rothem oraz z Wolfgangiem Van Halenem zespół wyruszył na trasę koncertową po całych Stanach Zjednoczonych. Tym razem do współpracy bracia Van Halen nie zaprosili Michaela Anthony, w związku z czym powrót po 21 latach Rotha nie był równoznaczny z powrotem Van Halen do oryginalnego składu. Syn Eddiego – Wolfgang – w momencie rozpoczęcia trasy koncertowej w roku 2007 miał zaledwie 16 lat. Trasa koncertowa Van Halen z Davidem Lee Rothem okazała się spektakularnym sukcesem komercyjnym i przyniosła ponad 100 milionów dolarów zysku. 7 lutego 2012 ukazał się dwunasty studyjny krążek grupy pt. „A Different Kind Of Truth”.
W 2007 zespół został wprowadzony do Rock and Roll Hall of Fame.
W nocy 6 października 2020 Wolfgang Van Halen za pomocą mediów społecznościowych poinformował o śmierci swojego ojca, Eddiego. Zespół zawiesił działalność miesiąc po śmierci Eddiego. 
Jesienią 2024 Alex Van Halen zapowiedział nowy album zespołu, mający stanowić „hołd zmarłemu bratu”. W wywiadzie dla Rolling Stone wyraził zainteresowanie zatrudnieniem wokalisty Roberta Planta do wspólnej pracy nad płytą i ewentualnymi kolejnymi albumami zespołu. Nie wykluczył również wykorzystania sztucznej inteligencji w celu odtworzenia stylu gry na gitarze Eddiego. W marcu 2025 magazyn muzyczny Guitar World ujawnił, że Alex Van Halen zaprosił gitarzystę Steve'a Lukathera do współpracy nad wspomnianym albumem.

## Muzycy

### Ostatni znany skład zespołu

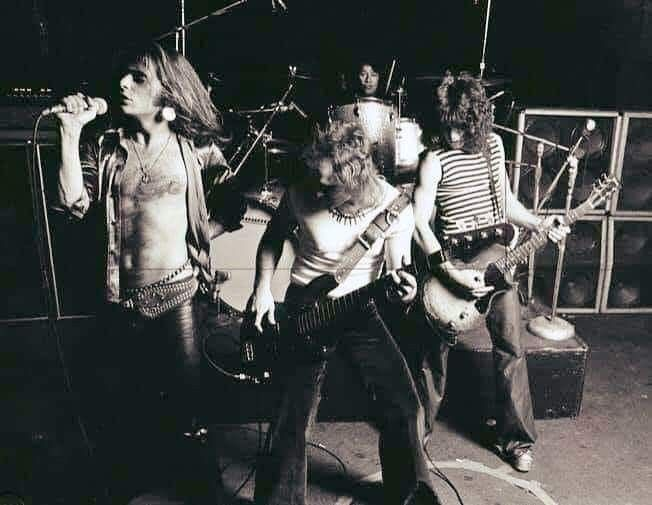
Van Halen (1978)

- Eddie Van Halen – gitara prowadząca, wokal prowadzący (1972–1974), gitara prowadząca, instrumenty klawiszowe, wokal wspierający (1974–2020, zmarły 2020)
- Alex Van Halen – perkusja (od 1972–2020)
- David Lee Roth – wokal prowadzący, gitara akustyczna (1974–1985, 1996, 2006–2020)
- Wolfgang Van Halen – gitara basowa, wokal wspierający (2006–2020)

### Byli członkowie zespołu
- Mark Stone – gitara basowa, wokal wspierający (1972–1974, zmarły 2020)
- Michael Anthony – gitara basowa, wokal wspierający (1974–2006)
- Sammy Hagar – wokal prowadzący, gitara rytmiczna, gitara prowadząca (1985–1996, 2003–2005)
- Gary Cherone – wokal prowadzący (1996–1999)

## Dyskografia

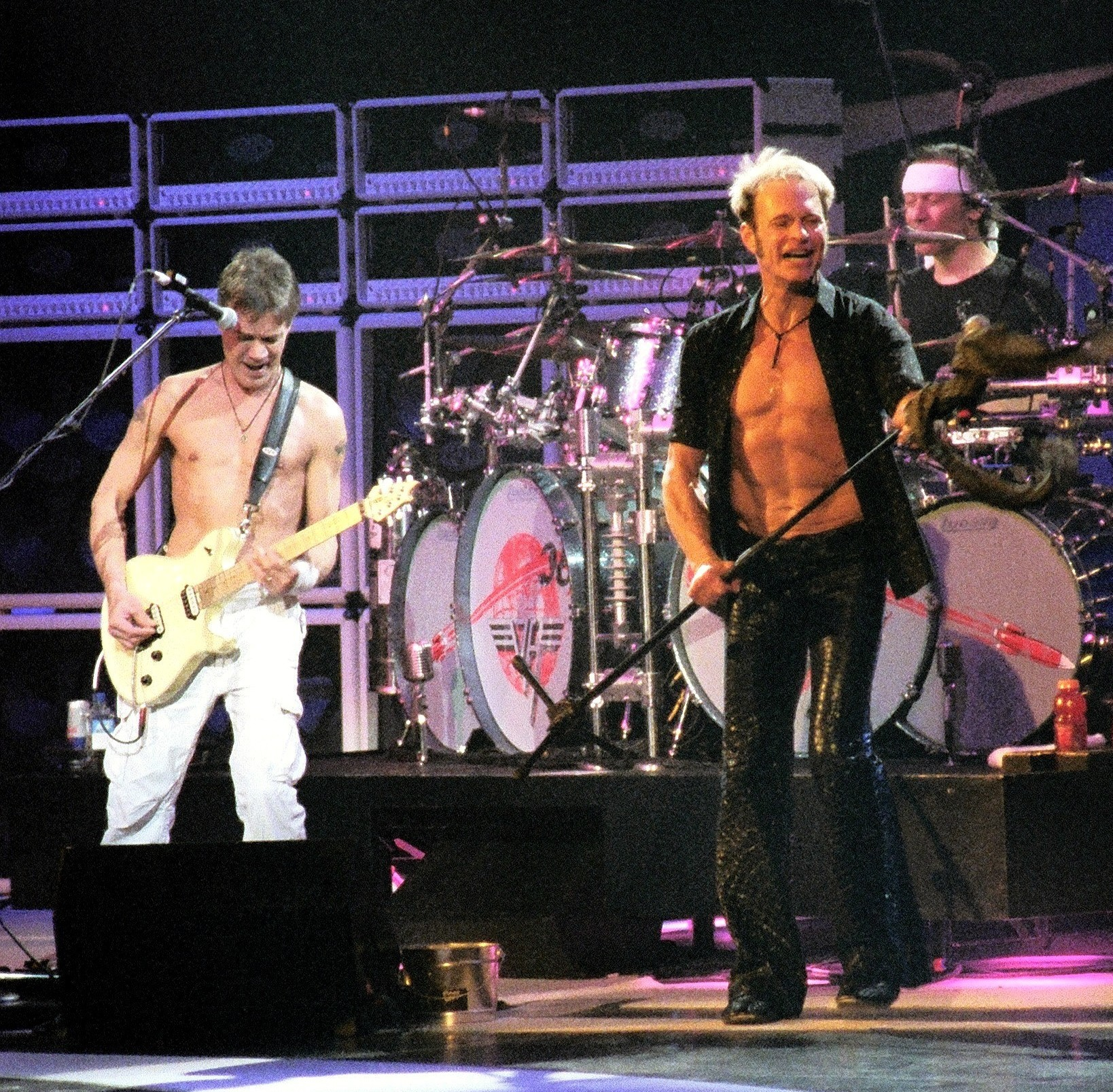
Van Halen (2008)

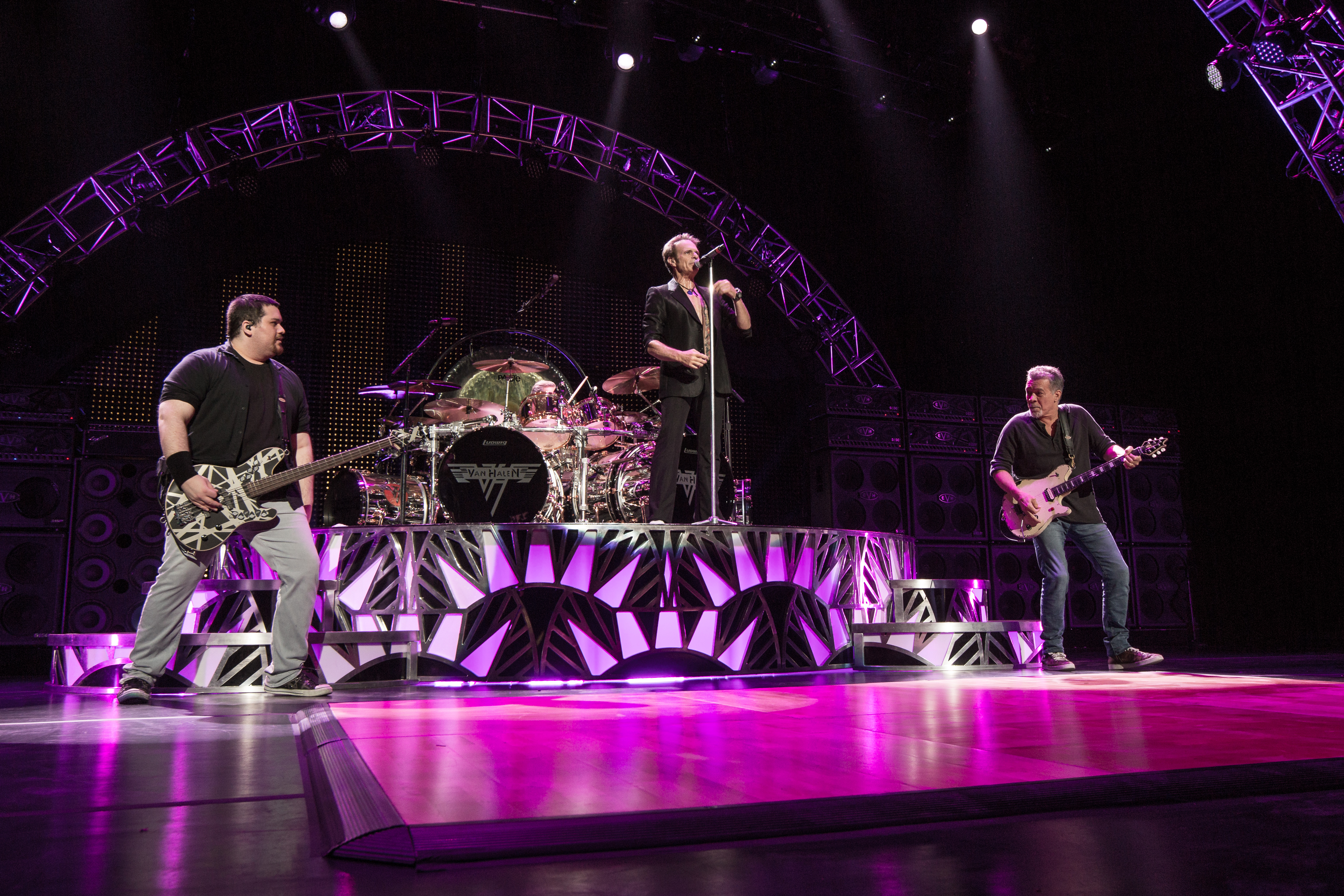
Van Halen (2015)

### Albumy studyjne
| Van Halen                     | - Data: 10 lutego 1978 - Wydawca: Warner Bros.   | 19 | 18 | 17  | 34 | –  | - USA: diamentowa płyta - CAN: 4x platynowa płyta   |
| Van Halen II                  | - Data: 23 marca 1979 - Wydawca: Warner Bros.    | 6  | 15 | 68  | 23 | 24 | - USA: 5x platynowa płyta - CAN: 2x platynowa płyta |
| Women and Children First      | - Data: 26 marca 1980 - Wydawca: Warner Bros.    | 6  | 12 | 128 | 15 | 19 | - USA: 3x platynowa płyta - CAN: 2x platynowa płyta |
| Fair Warning                  | - Data: 29 kwietnia 1981 - Wydawca: Warner Bros. | 5  | 11 | 97  | 49 | 37 | - USA: 2x platynowa płyta - CAN: platynowa płyta    |
| Diver Down                    | - Data: 14 kwietnia 1982 - Wydawca: Warner Bros. | 3  | 5  | 79  | 36 | 65 | - USA: 4x platynowa płyta - CAN: platynowa płyta    |
| 1984                          | - Data: 9 stycznia 1984 - Wydawca: Warner Bros.  | 2  | 1  | 11  | 15 | 11 | - USA: diamentowa płyta - CAN: 5x platynowa płyta   |
| 5150                          | - Data: 26 marca 1986 - Wydawca: Warner Bros.    | 1  | 2  | 5   | 16 | 11 | - USA: 6x platynowa płyta - CAN: 3x platynowa płyta |
| OU812                         | - Data: 24 maja 1988 - Wydawca: Warner Bros.     | 1  | 1  | 9   | 12 | 12 | - USA: 4x platynowa płyta                           |
| For Unlawful Carnal Knowledge | - Data: 17 czerwca 1991 - Wydawca: Warner Bros.  | 1  | 4  | 5   | 12 | 6  | - USA: 3x platynowa płyta - CAN: platynowa płyta    |
| Balance                       | - Data: 24 stycznia 1995 - Wydawca: Warner Bros. | 1  | 2  | 9   | 8  | 8  | - USA: 3x platynowa płyta - CAN: 3x platynowa płyta |
| Van Halen III                 | - Data: 17 marca 1998 - Wydawca: Warner Bros.    | 4  | 4  | 8   | 43 | 13 | - USA: złota płyta                                  |
| A Different Kind of Truth     | - Data: 7 lutego 2012 - Wydawca: Interscope      | 2  | 3  | 4   | 6  | 8  | - CAN: złota płyta                                  |
| „–” album nie był notowany.   |                                                  |    |    |     |    |    |                                                     |

### Albumy koncertowe
| Live: Right Here, Right Now | - Data: 22 lutego 1993 - Wydawca: Warner Bros. | 5  | 15 | 7  | 24 | 30 | - USA: 2x platynowa płyta - CAN: złota płyta |
| Tokyo Dome Live in Concert  | - Data: 31 marca 2015 - Wydawca: Warner Bros.  | 20 | –  | 67 | 74 | 64 |                                              |
| „–” album nie był notowany. |                                                |    |    |    |    |    |                                              |

### Kompilacje
| The Best Of: Volume I       | - Data: 22 października 1996 - Wydawca: Warner Bros. | 1 | 1 | 11 | 45 | 7  | - USA: 3x platynowa płyta - CAN: 2x platynowa płyta |
| The Best of Both Worlds     | - Data: 20 lipca 2004 - Wydawca: Warner Bros.        | 3 | 2 | 31 | 15 | 28 | - USA: platynowa płyta                              |
| „–” album nie był notowany. |                                                      |   |   |    |    |    |                                                     |

### Albumy wideo
| Tytuł                       | Dane dot. albumu                                     | Certyfikat                |
| --------------------------- | ---------------------------------------------------- | ------------------------- |
| Live Without a Net          | - Data: 1987 - Wydawca: Warner Bros.                 | - USA: 2x platynowa płyta |
| Live: Right Here, Right Now | - Data: 23 stycznia 1993 - Wydawca: Warner Bros.     | - USA: złota płyta        |
| Video Hits Volume I         | - Data: 29 października 1996 - Wydawca: Warner Bros. | - USA: złota płyta        |